# N/T Infante Dom Henrique
O N/T Infante Dom Henrique foi um paquete português. Pertenceu à Companhia Colonial de Navegação (CCN), a quem serviu entre 1962 e 1975.

## História

### Construção
Foi construído nos estaleiros da Société Anonyme John Cockerill, na Bélgica, em 1961, os mesmos que já haviam construído o N/T Vera Cruz dez anos antes. A encomenda foi feita pela Companhia Colonial de Navegação para a carreira colonial até ao porto da Beira, em Moçambique.
O desenho da embarcação era similar aos (muito mais pequenos) ferries da linha Ostende-Dover operados pelos Caminhos de Ferro Belgas e que também haviam sido construídos no mesmo estaleiro.

### Serviço da Companhia Colonial de Navegação
Entre 1962 e 1975 o navio operou na carreira colonial e também ao serviço do Estado no transporte de tropas quando da Guerra Colonial Portuguesa.

### Navio-Hotel em Sines
Com o fim do conflito, concedida a independência às colónias africanas, cessados os serviços de transporte de passageiros e tropas, o navio permaneceu atracado em Lisboa até 1977. Neste ano, o desenvolvimento do Porto de Sines e a falta de alojamentos para os trabalhadores, fez com que o N/T Infante Dom Henrique fosse para lá deslocado e convertido em hotel flutuante, função que exerceu até 1986.

### Navio de cruzeiros
Em 1986, em avançado estado de degradação, foi adquirido pelo armador Trans World Cruises Inc. que nele realizou extensas obras de recuperação, sem contudo alterar o seu aspecto exterior. O seu interior foi totalmente reconstruído, tendo ficado com 333 camarotes e suites. Foram ainda construídas duas piscinas, recondicionada a sua propulsão com novas hélices, num custo estimado de 50 milhões de Dólares americanos.
A Trans World Cruises Inc. rebatizou o navio como Vasco da Gama, tendo ficado com 16.063 toneladas de arqueação bruta, e capacidade para 660 passageiros e 250 tripulantes. Começou a operar em todo o mundo a partir do ano de 1988.
Em 1991 o Vasco da Gama foi adquirido pela Sea Wind Cruises, sendo rebatizado como Seawind Crown. Posteriormente passou para as mãos da Premier Cruises, tendo operado até ao colapso da empresa em 2003.
Após alguns meses atracado no porto de Barcelona, o navio foi vendido para sucata ao final de 2003, vindo a ser desmantelado no ano seguinte.